# Peterkin Pond
Der Peterkin Pond ist ein See im Walworth County im US-Bundesstaat Wisconsin in den Vereinigten Staaten. Er entstand zum Ende der letzten Eiszeit und befindet sich heute in intensiv landwirtschaftlich genutztem Umfeld, etwa drei Kilometer westlich von Pell Lake und stellt den Rest eines Moorgebietes dar. Der See speist den North Branch Nippersink Creek als einzigen Abfluss.
Der See verfügt über eine sumpfige, undeutliche Uferzone, aus einstigen Sandbänken und Flachwasserzonen entstehen gegenwärtig mehrere Inseln.
Die Höhe über dem Meeresspiegel beträgt 272 Meter, seine Fläche 9,7 Hektar.